# Departamento de Quesada
El departamento de Quesada es un extinto departamento de Colombia. Fue creado el 29 de abril de 1905 y perduró hasta el 5 de agosto de 1908, siendo parte de las reformas administrativas del gobierno de Rafael Reyes Prieto respecto a división territorial. Quesada duró apenas tres años, pues Reyes en una reforma aún más drástica eliminó los departamentos creados en 1905 y los reemplazó por otros en 1908; el de Quesada quedó formando parte de los nuevos departamentos de Chiquinquirá, Facatativá y Zipaquirá.

## Toponimia
El nombre de este antiguo departamento se debe al conquistador español Gonzalo Jiménez de Quesada, en el cual fue el primer español en llegar a la Sabana de Bogotá.

## División territorial
El departamento estaba conformado por las provincias cundinamarqueses de Chocontá, Ubaté, Guatavita, Zipaquirá y La Palma.
El departamento de Quesada estaba conformado por los siguientes municipios, de acuerdo al censo del año 1905:
- Provincia de Chocontá: Chocontá (capital), Machetá, Manta, Suesca, Tibirita y Villapinzón.

- Provincia de Guatavita: Guatavita (capital), Guasca, Sesquilé y Sopó.

- Provincia del Guavio: Gachetá (capital), Gachalá, Gama, Junín y Ubalá.

- Provincia de Rionegro: Pacho (capital), Caparrapí, El Peñón, La Palma, La Peña, Paime, San Cayetano, Útica y Yacopí.

- Provincia de Ubaté: Ubaté (capital), Cucunubá, Carmen de Carupa, Fúquene, Guachetá, Lenguazaque, Sutatausa, Susa, Simijaca y  Tausa.

- Provincia de Zipaquirá: Zipaquirá (capital), Cogua, Cajicá, Gachancipá, Nemocón, Tabio, Tenjo y Tocancipá.